# Grotta di Fumane
Die Grotta di Fumane (Höhle von Fumane, engl.: Fumane Cave, vormals Riparo Solinas) ist eine paläoanthropologische und archäologische Fundstätte nördlich der Gemeinde Fumane in der italienischen Provinz Verona. Die Höhle liegt 250 Meter über dem Meeresspiegel und ist Teil eines Karst-Systems, die teils röhrenförmigen Auswaschungen entstanden in Dolomitstein. Die heutige Anmutung der Höhle ist vor allem geprägt durch diverse Felsstürze infolge der Temperaturwechsel während der letzten Kaltzeiten im Jungpleistozän. Hierdurch wurde auch die äußere Höhlenwand zerstört. Die Höhle ist seit 2005 für Besucher zugänglich.

## Grabungen
Die im Val dei Progni des Monti-Lessini-Hügellands gelegene Höhle war bereits seit 1884 als archäologisch bedeutsam bekannt, jedoch erst 1964 und nur für kurze Zeit intensiver erforscht worden. Kontinuierliche Grabungen finden in der Höhle erst seit Mitte der 1980er-Jahre statt. Nachdem Schutt und von Raubgräbern zerstörte Bereiche abgetragen worden waren, kamen in der Höhle Siedlungsschichten von Neandertalern und – aus der Epoche des frühen Aurignacien – von anatomisch modernen Menschen (Homo sapiens) zu Tage.

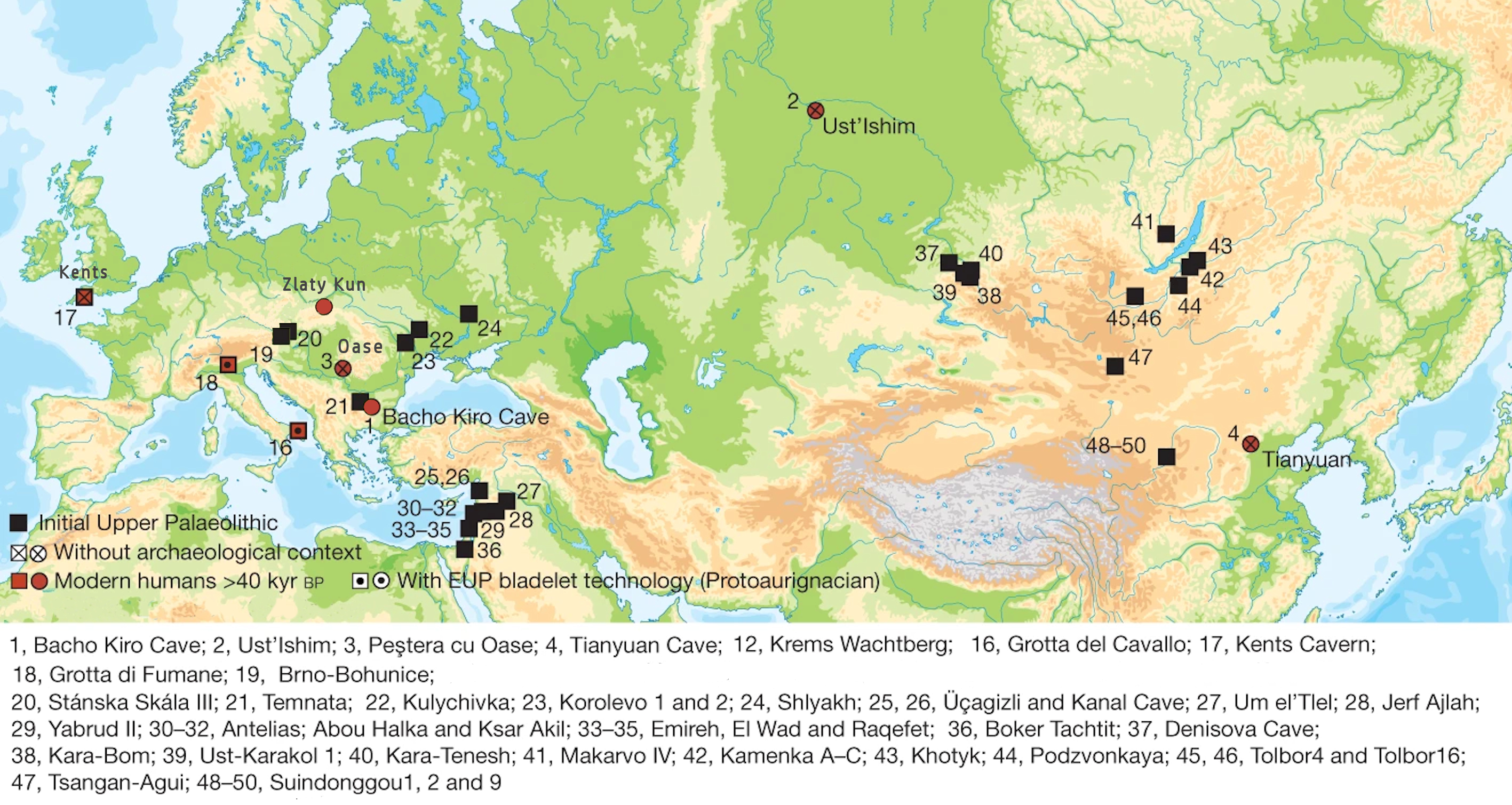
Fundplätze menschlicher Überreste des Paläolithikums

Als bedeutendster Fund gilt ein 1992 entdeckter Milchgebiss-Schneidezahn, der aufgrund von erhalten gebliebener mitochondrialer DNA im Jahr 2015 einem anatomisch modernen Menschen zugeschrieben und auf ein Alter von 39.160 bis 36.550 Jahre vor heute (Cal BP) datiert wurde. Dieser Oberkiefer-Zahn (Archiv-Nr. Fumane 2) gilt als einer der frühesten Belege für die Anwesenheit des Homo sapiens (der so genannten Cro-Magnon-Menschen) in Europa. Ebenfalls von Cro-Magnon-Menschen stammen einige Höhlenmalereien in rotem Ocker, deren Alter mit ca. 35.000 Jahren angegeben wird und die daher zu den ältesten Kunstwerken im heutigen Italien zählen.
Die Anwesenheit von Neandertalern ist durch zahlreiche Steinwerkzeuge und mindestens einen Zahn belegt. Eine Besonderheit sind ferner 44.000 Jahre alte Überreste von diversen Vögeln, deren Federn von Neandertalern mittels Schnitten gelöst wurden. Dabei handelt es sich nach den Ausgräbern um eine intentionale Entfernung großer Feder, deren Verwendung möglicherweise der symbolischen Sphäre angehörte.
Einige Artefakte sind im Museo delle Scienze in Trient und im Museo Paleontologico e Preistorico in Sant’Anna d’Alfaedo ausgestellt.

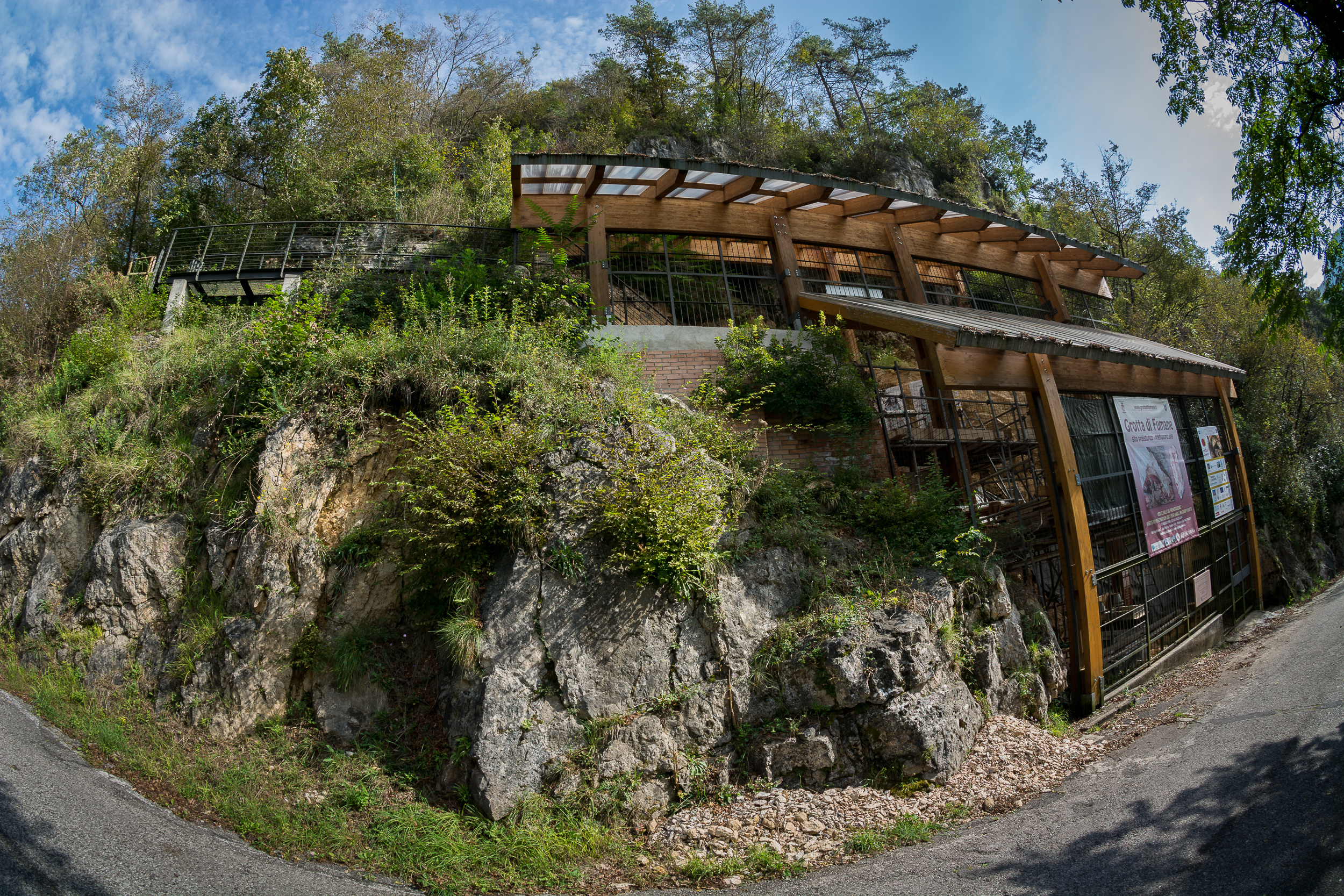
Außenansicht (2014)
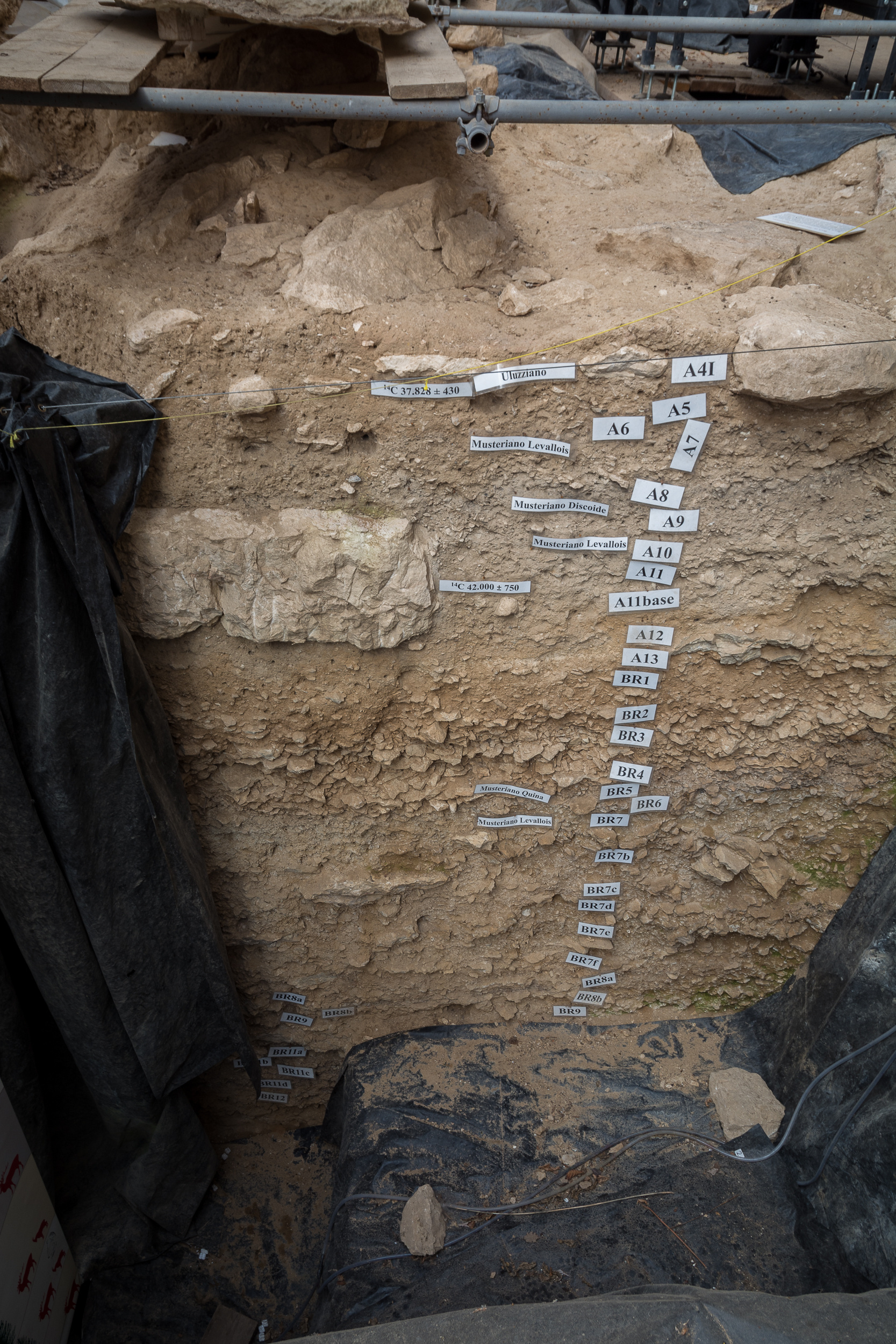
Profil mit Kennzeichnung der Straten im Eingangsbereich der Höhle (2014)

## Belege
1. ↑  Excavations at Fumane. Auf: ice-age-europe.eu.
2. ↑  History of research. Auf: grottadifumane.eu, zuletzt abgerufen am 17. März 2022.
3. ↑  S. Benazzi et al.: The makers of the Protoaurignacian and implications for Neandertal extinction. In: Science. Band 348, Nr. 6236, 2015, S. 793–796, doi:10.1126/science.aaa2773, Volltext (PDF) (Memento vom 18. Mai 2016 im Internet Archive).
4. ↑  Erläuterungen zu den Fumane Cave Paintings. (englisch)
5. ↑   The Aurignacian Paintings of the Fumane Cave. (Memento vom 6. Dezember 2015 im Internet Archive).
6. ↑   Stefano Benazzi et al.: Middle Paleolithic and Uluzzian human remains from Fumane Cave, Italy. In: Journal of Human Evolution. Band 70, 2014, S. 61–68, doi:10.1016/j.jhevol.2014.03.001.
7. ↑  Marco Peresani et al.: Late Neandertals and the intentional removal of feathers as evidenced from bird bone taphonomy at Fumane Cave 44 ky B.P., Italy. In: PNAS. Band 108, Nr. 10, 2011, S. 3888–3893, doi:10.1073/pnas.1016212108, Volltext (PDF).
8. ↑  MUSE – Museo delle Scienze di Trento.
9. ↑  Pubblicata la guida sulla Grotta di Fumane. Auf: grottadifumane.eu, zuletzt abgerufen am 17. März 2022.